# Arkadij Dvorkovič
Arkadij Vladimirovič Dvorkovič (* 26. března 1972, Moskva) je ruský ekonom. Byl hlavním ekonomickým poradcem ruského prezidenta Dmitrije Medveděva, v letech 2012 až 2018 vicepremiérem země.
V letech 2018 až 2022 byl předsedou Fondu Skolkovo, inovačního a technologického centra v Moskvě. Funkce se vzdal poté, co v březnu 2022 odsoudil ruskou invazi na Ukrajinu.
Je prezidentem Mezinárodní šachové federace.

## Život
Dvorkovičův otec byl mezinárodním šachovým arbitrem. Dvorkovič vystudoval Fakultu ekonomickou Lomonosovovy univerzity v Moskvě, ve studiu ekonomie pokračoval tamtéž na Nové ekonomické škole. Poté studoval na soukromé Dukeově univerzitě v americké Severní Karolíně.
V letech 2008 až 2012 byl Dvorkovič hlavním ekonomickým poradcem ruského prezidenta Dmitrije Medveděva. Když se Medveděv poté stal ministerským předsedou, byl Dvorkovič v letech 2012 až 2018 vicepremiérem země. V letech 2015 až 2018 byl Dvorkovič předsedou představenstva státem vlastněných ruských drah. Od roku 2018 do března 2022 byl předsedou Fondu Skolkovo, inovačního a technologického centra v Moskvě.
V říjnu 2018 byl Dvorkovič zvolen prezidentem Mezinárodní šachové federace.

### Ruská invaze na Ukrajinu
V březnu 2022 Dvorkovič odsoudil ruskou invazi na Ukrajinu. “Války jsou to nejhorší, co se člověku může v životě přihodit... včetně této války,” uvedl. Dodal, že myslí na ukrajinské civilisty.
Ruský poslanec Andrej Turčak poté Dvorkoviče obvinil z „národní zrady“ a požadoval, aby byl zbaven funkce ve Fondu Skolkovo. Dvorkovičova slova jsou podle něj chováním páté kolony Západu, před kterou varoval ruský prezident Vladimir Putin. Dvorkovič se poté své funkce ve fondu vzdal.